# William Luers
William Henry Luers (15. května 1929 Springfield – 10. května 2025) byl americký diplomat a ředitel muzea. Kromě jednatřicetileté kariéry v diplomatických službách působil jako důstojník amerického námořnictva, prezident Metropolitního muzea umění v New Yorku a prezident Asociace Spojených států amerických pro Spojené národy. Působil jako profesor na škole mezinárodních a veřejných záležitostí na Kolumbijské univerzitě.

## Životopis
Narodil se 15. května 1929 ve Springfieldu ve státě Illinois. Na Hamilton College získal bakalářský titul a později na Kolumbijské univerzitě magisterský titul.
V letech 1953 až 1957 sloužil jako důstojník amerického námořnictva, než nastoupil do americké diplomatické služby. Jeho kariéra v americké diplomatické službě trvala jednatřicet let a zahrnovala službu velvyslance USA v Československu (1983–1986), velvyslance USA ve Venezuele (1978–1982), náměstka státního tajemníka pro Evropu (1977–1978) a náměstka státního tajemníka pro meziamerické záležitosti (1975–1977).
Třináct let působil jako prezident Metropolitního muzea umění v New Yorku, než se v únoru 1999 stal prezidentem Asociace Spojených států amerických (UNA-USA).
Během svého života byl hostujícím lektorem například na Princetonské univerzitě, George Washington University a na Johns Hopkins University. V době své smrti působil jako adjunkt mezinárodních a veřejných záležitostí na Kolumbijské univerzitě.
Dále působil v několika neziskových organizacích a aktivně se věnoval vyjednávání s Íránem.

### Osobní život
Plynně hovořil rusky, španělsky a italsky. Od roku 1957 byl nejprve ženatý s umělkyní Jane Fullerovou, s níž se v roce 1979 rozvedl. Měli spolu čtyři děti. Ještě téhož roku se oženil s Wendy Turnbullovou, rozenou Woodsovou.
Zemřel 10. května 2025 na rakovinu prostaty ve svém domě ve Washingtonu ve státě Connecticut ve věku 95 let.